# تاکویا کوکورا
تاکویا کوکورا (ژاپنی: 加倉井 拓弥؛ زادهٔ ۲۵ سپتامبر ۱۹۹۷) یک بازیکن فوتبال اهل ژاپن است.
از باشگاه‌هایی که در آن بازی کرده‌است می‌توان به باشگاه فوتبال ماچیدا زلویا اشاره کرد.